# Zen-Nihon Shukensen
 (février 2023).
Si vous disposez d'ouvrages ou d'articles de référence ou si vous connaissez des sites web de qualité traitant du thème abordé ici, merci de compléter l'article en donnant les références utiles à sa vérifiabilité et en les liant à la section « Notes et références ».
Le Zen Nihon Shikansen (Championnat du japon) fut une compétition de shogi sponsorisée par le Yomiuri Shimbun organisée de 1948 à 1961. À partir de 1962 la compétition a évolué dans un nouveau tournoi, le Judansen (Championnat des dix dans) qui deviendra à son tour le Ryūō en 1988. Les deux premières éditions (1948-1949) furent considérées comme des tournois mineurs. À partir de 1950 le Zen Nihon Shikansen devint un titre majeur.

## Zen Nihon Shikansen

### Tournoi mineur
|   |           | 1er              | 1er      | 1er  |     | 2eme          | 2eme     | 2eme |     | 3e          | 3e       | 3e   |     |
| - | --------- | ---------------- | -------- | ---- | --- | ------------- | -------- | ---- | --- | ----------- | -------- | ---- | --- |
| 1 | 1947-1948 | Yoshio Kimura    | 木村義雄 | 1905 | 2-0 | Jirō Katō     | 加藤治郎 | 1910 | 1-1 | Yūzō Maruta | 丸田祐三 | 1919 | 0-2 |
| 2 | 1948-1949 | Kiyoshi Hagiwara | 萩原淳   | 1904 | 3-1 | Yoshio Kimura | 木村義雄 | 1905 | 2-2 | Kōzō Masuda | 升田幸三 | 1923 | 1-3 |

### Zen-Nihon Shukensen et Kudansen
| Zen-Nihon Shukensen | Zen-Nihon Shukensen | Zen-Nihon Shukensen | Zen-Nihon Shukensen | Zen-Nihon Shukensen |                | Kudansen | Kudansen    | Kudansen  | Kudansen | Kudansen |
|                     |                     | Meijin              |                     | Kudan               | Kudan          |          | Prétendant  |           |          |          |
| ------------------- | ------------------- | ------------------- | ------------------- | ------------------- | -------------- | -------- | ----------- | --------- | -------- | -------- |
| 3                   | 1949-1950           | Yoshio Kimura       | 1-3                 | Yasuharu Oyama      | Yasuharu Oyama | 2-0      | Shirō Itaya | 1949-1950 | 1        |          |
| 4                   |                     |                     |                     |                     |                |          |             |           | 2        |          |
| 5                   |                     |                     |                     |                     |                |          |             |           | 3        |          |